# Шинкувко
Шинкувко (пол. Szynkówko, нім. 1939-45: Schenke) — село в Польщі, у гміні Ґужно Бродницького повіту Куявсько-Поморського воєводства.
Населення — 284 особи (2011).
У 1975-1998 роках село належало до Торунського воєводства.

## Демографія
Демографічна структура станом на 31 березня 2011 року:
|          | Загалом | Допрацездатний вік | Працездатний вік | Постпрацездатний вік |
| -------- | ------- | ------------------ | ---------------- | -------------------- |
| Чоловіки | 137     | 26                 | 92               | 19                   |
| Жінки    | 147     | 26                 | 78               | 43                   |
| Разом    | 284     | 52                 | 170              | 62                   |